# Rutshuru
Rutshuru – miasto w Demokratycznej Republice Konga, w prowincji Kiwu Północne. W 2010 liczyło 56 066 mieszkańców.
4 listopada 2008 wokół Rutshuru trwały ciężki walki między rebeliantami Laurenta Nkundy a prorządową milicją Mai Mai (ochotnicza milicja składająca się głównie z plemion wrogich wobec Tutsich). Walki te toczyły się w trakcie konfliktu w Kiwu.